# Mike Reid (golfer)

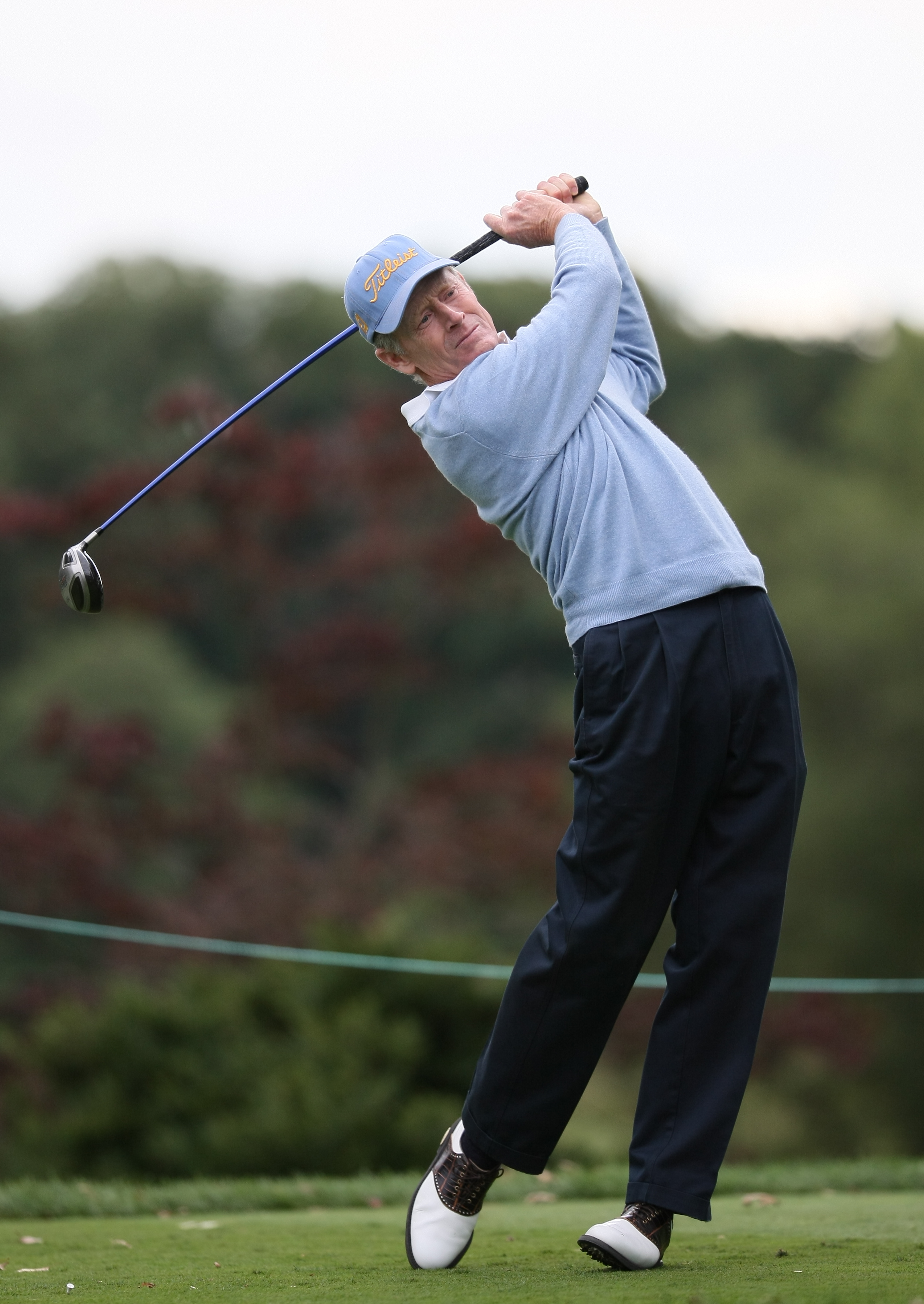
Reid in 2009

Michael Daniel Reid (Bainbridge, Maryland, 1 juli 1954) is een Amerikaans golfprofessional.

## Amateur
Reid studeerde aan de Brigham Young-universiteit.
- 1976: Western Athletic Conference Championship (individueel), Pacific Coast Amateur

## Professional
Reid werd in 1976 professional. Het eerste toernooi dat hij op de Amerikaanse PGA Tour won was het Seiko Tucson Open in 1987 en een jaar later de NEC World Series of Golf.
In 1989 won hij bijna de Masters. Hij stond in de laatste ronde aan de leiding met vier holes te gaan, maar won niet. Ook bij het PGA Kampioenschap stond hij nog laan in de laatste ronde aan de leiding.
Mike Reid is de eerste speler die al een miljoen dollar verdiende voordat hij zijn eerste toernooi op de PGA Tour won.
Reid speelt sinds 2004 op de Champions Tour. In 2005 kwam al de eerste overwinning, het Senior PGA Kampioenschap, een van de Majors. In 2009 won hij nog een major, de JELD-WEN Tradition. Slechts drie andere spelers zijn op de Champions Tour begonnen met twee Major overwinningen: Jack Nicklaus, Arnold Palmer en Peter Jacobsen.

#### Gewonnen

##### PGA Tour
- 1987: Seiko Tucson Open
- 1988: NEC World Series of Golf

##### Anders
- 1983: Shootout at Jeremy Ranch (with Bob Goalby), Utah Open
- 1985: Utah Open
- 1990: Casio World Open (Japan Golf Tour)
- 2007: Champions Challenge (met  Mark O'Meara)

##### Champions Tour
- 2005: Senior PGA Kampioenschap
- 2009: JELD-WEN Tradition

Reid wordt ook wel "Radar" genoemd vanwege zijn grote accuratesse met zijn afslagen.

## Persoonlijk
Mike Reid heeft zes kinderen. Hij is lid van de 'Church of Jesus Christ of Latter-day Saints'.